# Octomeria prostrata
Octomeria prostrata là một loài thực vật có hoa trong họ Lan. Loài này được H.Stenzel mô tả khoa học đầu tiên năm 2001.